# گاه‌شمار تاریخ آفریقایی-آمریکایی‌ها

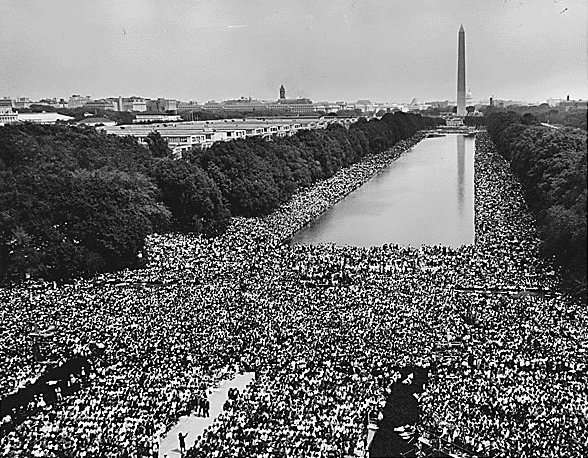
جمعیت معترضان در راهپیمایی ماه مارس ۱۹۶۳ در یادبود لینکلن در شهر واشینگتن دی. سی.

جنبش حقوق مدنی بخشی از حرکت کلی تر اجتماعی تحت عنوان جدایی نژادی در ایالات متحده آمریکا است که از سال ۱۹۵۵ با هدف کسب برابری میان سیاهپوستان و سفید پوستان در ایالات متحده آمریکا آغاز شد و در سال ۱۹۶۸ با تصویب قانون مدنی به سرانجام رسید.
در این دوره، مبارزات بدون خشونت و نافرمانی‌های مدنی باعث ایجاد بحران‌های متعدد مابین فعالان و دولت محلی، ایالتی و فدرال در ایالات متحده آمریکا شد که دولت، جامعه و اصناف را وادار به جبهه‌گیری در برابر بی‌عدالتی‌هایی که سیاهپوستان آمریکایی با آن مواجه‌بودند، می‌نمود
.

## تاریخچه
- ۱۹۴۰: دریافت نخستین جایزه اسکار توسط یک سیاهپوست، هتی مک دانل در فیلم بر باد رفته
- ۱۹۴۲: برپایی کنگره برابری نژادی
- ۱۹۴۳: شورش نژادی در دیترویت
- ۱۹۴۶: تشکیل کمیسیون حقوق مدنی
- ۱۹۴۷: شکستن جدایی نژادی در ورزش بیسبال توسط جکی رابینسون
- ۱۹۴۸: اعلام پایان جدایی نژادی در ارتش توسط هری ترومن
- ۱۷ مه ۱۹۵۴: رأی دیوان عالی فدرال ایالات متحده آمریکا برای نقض جدایی نژادی در مدارس - Brown v. Board of Education
- ۱ دسامبر ۱۹۵۵: مقاومت روزا پارکس برای بلند شدن از صندلی مخصوص سفیدپوستان در اتوبوس شهری مونتگومری، آغاز جنبش حقوق مدنی به رهبری مارتین لوتر کینگ
- ۱۹۵۵ : انتخاب فردریک موروا به عنوان نخستین سیاه‌پوست برای یک مقام اجرایی در کاخ سفید
- دسامبر ۱۹۵۶: رأی دیوان عالی فدرال ایالات متحده آمریکا مبنی بر رد تصمیم دادگاه فدرال در خصوص جدایی سفید پوستان و سیاهپوستان در اتوبوس‌های شهری
- ۱۹۵۷: تأسیس سازمان کنفرانس رهبران مسیحی جنوب توسط مارتین لوتر کینگ
- سپتامبر ۱۹۵۷: ورود ۹ دانش آموز سیاه‌پوست به دبیرستان سنترال در لیتل راک آرکانسا و آشوب‌های نژادی در شهر
- ۱ فوریه ۱۹۶۰: آغاز جنبش اعتراض نشسته در دانشکده کشاورزی و فنی دانشگاه کارولینای شمالی در گرینزبورو (با نام سابق North Carolina Agricultural and Technical State University)
- ۲۱ اوت ۱۹۶۱: تظاهرات سیاهپوستان در آلاباما برای اجرای قانون حق رای
- نوامبر ۱۹۶۲: فرمان سیاست «آزادی مسکن» توسط جان اف کندی با هدف آزاد کردن فروش مسکن فارغ از رنگ و نژاد
- ۱۹۶۳ : انتخاب سیدنی پواتیه به عنوان نخستین مرد بازیگر نقش اول اسکار
- ۲۸ اوت ۱۹۶۳: راهپیمایی به سوی واشینگتن برای کار و آزادی و سخنرانی تاریخی مارتین لوتر کینگ به نام «من یک رؤیا دارم»
- ۲۳ ژانویه ۱۹۶۴: اصلاحیه بیست چهارم قانون اساسی ایالات متحده آمریکا، نفی هرگونه محدودیت برای رأی دادن فارغ از رنگ و نژاد
- ۱۹۶۴: تصویب قانون حقوق مدنی با هدف تأمین برابری سیاسی و شغلی
- ۱۰ دسامبر ۱۹۶۴: اعطای جایزه صلح نوبل به مارتین لوتر کینگ، جوان‌ترین برنده جایزه
- ۲۱ فوریه ۱۹۶۵: ترور مالکم ایکس در هارلم نیویورک
- ۱۹۶۵ : انتخاب نخستین سفیر سیاه‌پوست ایالات متحده، پاتریک هریس، سفیر در بلژیک
- ۶ اوت ۱۹۶۵: شورش نژادی در ناحیه واتس در لس آنجلس
- ۱۹۶۶: تأسیس حزب پلنگان سیاه با هدف مبارزه مسلحانه سیاهپوستان
- ۱۹۶۶: نخستین وزیر سیاهپوست، رابرت ویر، وزیر مسکن و توسعه شهری
- ۱۹۶۷ : انتخاب نخستین قاضی سیاه‌پوست دیوانعالی فدرال، تورگود مارشال
- ۴ آوریل ۱۹۶۸: ترور مارتین لوتر کینگ در ممفیس تنسی
- ۱۹۶۸: تصویب قانون حقوق مدنی